# مرکیس
رودخانه مرکیس (به انگلیسی: Merkys River) رودخانه‌ای است که در بلاروس و لیتوانی جریان دارد.